# Bruine snavelbies
De bruine snavelbies (Rhynchospora fusca) is een plant uit de cypergrassenfamilie (Cyperaceae). De soort staat op de Nederlandse Rode lijst van planten als algemeen voorkomend maar sterk in aantal afgenomen.
De plant groeit vaak in groepjes bij elkaar, wordt 10-30 cm hoog en vormt lange wortelstokken. De plant bloeit in juni tot augustus met geel- tot roodbruine aren, waarbij de aren een hoofdjesachtige bloeiwijze vormen.
Bruine snavelbies komt voor op natte plekken in heidevelden en langs de kanten van heidevennetjes. Het is een kensoort voor de associatie van moeraswolfsklauw en snavelbies.